# Deus Ex
Deus Ex ([ˌdeɪ.əs ˈɛks]) — рольова відеогра з видом від першої особи та елементами жанрів шутер та стелс, в стилістиці кіберпанку. Вона була розроблена американською студією Ion Storm і видана англійською компанією Eidos Interactive 22 червні 2000 року. Гра була добре прийнята як гравцями, так і критиками, одержала велику кількість нагород «Гра року» в різних номінаціях, та заснувала однойменну серію відеоігор.
Дія гри розгортається у вигаданому антиутопічному світі Землі 2050-х років. На планеті триває економічна криза, уряди слабшають і з'являються потужні терористичні організації, розвивається пандемія смертельної невиліковної хвороби — «Сірої Смерті». Гравець діє від імені спецагента протитерористичної організації, створеної для боротьби з цим хаосом. Сюжет гри має у своїй основі відомі західні теорії змови, такі як плани таємної спілки ілюмінатів щодо керування світом, експерименти на людях та інші.

## Ігровий процес

ДжейСі на завданні, яке вирішує силовим шляхом

Гравець виступає у ролі спецагента ДжейСі Дентона, якому належить виконувати завдання різних зустрінених персонажів для просування сюжетом. Спосіб досягнення цілі залежить від вибору гравця, він може долати перепони силою, знищуючи ворогів, оминати їх, діючи приховано, або ж вирішувати проблеми полемікою.
Основний інтерфейс гри надає інформацію про стан персонажа, його спорядження та озброєння, доступні спеціальні можливості та містить компас. Гравцеві дається змога власноруч налаштувати колір інтерфейсу.
Як правило завдання кожної місії вимагають знайти людину або предмет, ввімкнути або зруйнувати ворожий пристрій, завантажити дані з комп'ютера під охороною. Для силових досягнень цілі слугує вогнепальна і холодна зброя та вибухівка. Приховане проходження передбачає переховування, користування обхідними шляхами на кшталт вентиляції, застосування нелетальної зброї. ДжейСі також іноді може домовитися пропустити його на заборонену територію, переконавши відповідних людей чи уклавши з ними певну угоду. Крім зброї, у грі є предмети, покликані полегшувати проходження: відмички та універсальні зламні інструменти, аптечки, вдосконалення зброї, броня. Отримані предмети складаються до інвентаря. Десять предметів можна помістити на панель швидкого доступу. В меню інвентаря також виконуються вдосконалення, надається інформація про поточні завдання, карта місцевості.
Запас здоров'я ДжейСі розподілений між різними частинами тіла. Якщо персонаж зазнає поранень рук і ніг, він втрачає точність стрілянини і швидкість руху відповідно. Якщо вичерпується запас здоров'я тулуба чи голови, він гине і гра починається з останньої точки збереження. Здоров'я відновлюється аптечками, їжею, або за допомогою медичних роботів. Використання спеціальних можливостей вимагає біоенергії, що поповнюється від спеціальних батарей.
За виконання як сюжетних, так і необов'язкових побічних завдань, а також за дослідження світу (знаходження таємних місць на рівні, у яких переважно знаходяться припаси) нараховуються очки досвіду. Ці очки вкладаються в розвиток різних умінь персонажа. ДжейСі має 11 умінь: поводження з холодною зброєю, легкою стрілецькою, важкою, снайперською й вибухівкою; злам механічних замків, електронних замків та комп'ютерів; лікування, плавання та володіння спорядженням. Кожне вміння спочатку перебуває на першому рівні розвитку й може бути розвинене до четвертого, однак кількість очок досвіду за всю гру недостатня для повного розвитку всіх умінь. Іншим способом змінювати характеристики персонажа є нанододатки (англ. nanoaugmentation) — унікальні здібності, які отримуються за сюжетом за допомогою вживляння в тіло ДжейСі нанороботів. Вони дають різноманітні додаткові можливості — наприклад регенерацію здоров'я, тимчасову невидимість, поліпшений зір з виведенням додаткової інформації. Гравець може встановити щонайбільше 9 нанододатків, доступно ж їх під час гри удвічі більше; один раз встановлений нанододаток можна лише розвивати, але не можна замінити на інший. Розвиваються вони встановленням особливих ін'єкцій. «Каністри» нанороботів, які установлюють і розвивають нанододатки, можна знайти під час проходження: але одні можна встановити лише за допомогою спеціальних медичних роботів, що перебувають далеко не в кожній локації; інші ж можна приймати на місці.
Спілкування з іншими персонажами відбувається під час заставки від третьої особи на рушії гри. При цьому гравець, як правило, має можливість вибрати з декількох висловлювань ДжейСі те, яке він повинен вимовити. Відповіді гравця зазвичай мають відчутний вплив на сюжетну лінію гри, оскільки персонажі по-різному реагують на запитання й відповіді ДжейСі.
З виходом патчів було додано багатокористувацький режим гри. В ньому кілька гравців намагаються знищити героїв та одне одного на місцевостях з сюжетного режиму.

## Історія

### Світ гри
Сюжет Deus Ex розгортається в антиутопічному майбутньому (2052 рік, згідно з сиквелом: Deus Ex: Invisible War). Широко використовуються технології вдосконалення людини, поділені на два типи. Основну масу складають протези та імплантати, але розробляються і більш гнучкі, однак несумісні з усіма нанододатки. Планета повільно поринає в хаос через пандемію смертельного вірусу «Сіра Смерть» (англ. Gray Death). Критична нестача тимчасової вакцини — «Амброзії» (англ. Ambrosia), призводить до повсюдних заворушень. Вона розподіляється між чиновникам, військовим, багатими людьми та інтелектуальною елітою, прості ж люди влаштовують бунти, намагаючись її відбити. Утворюються потужні терористичні організації, які отримали у своє розпорядження зброю масового ураження і ставлять за мету зміну національних урядів, наприклад Національні Сепаратистські Війська (NSF, англ. National Secessionist Force (NSF)) в США, Силует (фр. Silhouette) у Франції. У Південно-Східній Азії активізуються старі злочинні об'єднання— тріади, новим напрямком діяльності яких стало технопіратство.
Для боротьби як з тероризмом, так і з громадськими безладами ООН створює UNATCO (англ. United Nations Anti-Terrorist Coalition, Антитерористичну коаліцію Об'єднаних Націй). Її штаб-квартира розташовується в Нью-Йорку на Острові Свободи, поблизу Статуї Свободи, частково зруйнованої через атаку групи Силует, що й стала символом небезпеки тероризму.

### Сюжет
Гра допускає численні варіанти проходження. Тут описано найпоширеніший і згадані найважливіші розгалуження. Гру можна пройти і суттєво інакше, зокрема без єдиного вбивства.
Одна з операцій NSF закінчується великим успіхом — терористи відбивають кілька контейнерів з «Амброзією» та при відступі захоплюють Острів Свободи. ДжейСі зустрічається з братом Полом, який доручає проникнути туди, захопити лідера терористів і звільнити захопленого ними спеціального агента UNATCO Ґюнтера Германа. ДжейСі дістається до лідера, але той не опирається й просить вислухати його — NSF розподіляє вакцину між звичайними людьми, а епідемію за їхньою версією поширив сам уряд з незрозумілою метою.
Після цього ДжейСі вирушає до штаб-квартири UNATCO на брифінг в її голови — Джозефа Мандерлі. Його нове завдання — знищити електропідстанцію терористів, приховану в одному з захоплених ними кварталів; а на пошуки «Амброзії» відправляють його старшого брата. ДжейСі, разом з іншим спеціальним агентом — Анною Наварре, починає пошуки у Нью-Йорку й знищує підстанцію в районі, відомому як «Пекельна Кухня» (англ. Hell's Kitchen). Повернувшись до UNATCO, він дізнається з розмови директора FEMA Волтона Саймонса з Мандерлі про складнощі на завданні свого брата. Нове завдання ДжейСі — знайти усі викрадені контейнери з «Амброзією», які терористи збираються вивезти з Нью-Йорка. Дентон починає пошуки в покинутих тунелях метро, які приводять його до летовища Ла Гардіа. Йому наказують вбити власника літака з вакциною — Хуана Лебедєва, російського терориста, пов'язаного з NSF.
Але біля літака ДжейСі зустрічає свого брата. Пол зізнається, що давно працює на NSF, що «Сіра Смерть» дійсно створена людьми, а UNATCO фактично контролює уряд, керуючи постачанням «Амброзії». Він просить ДжейСі поговорити з Лебедєвим, який теж прагне не допустити збільшення впливу UNATCO, і вирішити для себе — чи вірить він їм. Однак разом з Дентоном-Молодшим до Лебедєва дістається й Анна Наварре, яка наказує ДжейСі вбити його. Гравець може підкоритися їй; поговорити з Лебедєвим, який підтвердить слова Пола (тоді Лебедєва вб'є Анна) або вбити Анну.
ДжейСі повертається в штаб UNATCO. Мандерлі попереджає, що в кожного з Дентонів вживлений «Вмикач смерті» (англ. killswitch), який буде запущений у випадку виходу агента з-під контролю і вб'є його впродовж доби. В Пола він вже запущений, а ДжейСі під загрозою «Вмикача смерті» доручають вирушити до Гонконгу та усунути співучасника Пола — вченого Трейсера Тонга. Але пілот вертольота виявляється союзником Пола й передає ДжейСі прохання того про зустріч в «Пекельній кухні». Там Пол говорить брату, що той може отримати дані про злочини UNATCO на головній базі NSF у Нью-Йорку, яка зараз зайнята військами UNATCO, і просить відправити з цієї бази попередження про небезпеку іншим відділенням NSF у США та їх союзникам в усьому світі. Волтон Саймонс дізнається, що Дентон-Молодший зробив це і оголошує його терористом, як брата. Коли ДжейСі повертається до Пола, квартиру того штурмують війська UNATCO на чолі з «людьми у чорному». Від того, чи стане гравець тут захищати Пола чи втече — залежить, чи виживе Пол. В обох випадках Дентона-молодшого беруть у полон.
ДжейСі опритомнює у камері в дивному бункері. Через радіо з ним зв'язується той, хто називає себе Дедалом (англ. Daedalus), і допомагає йому втекти. ДжейСі досліджує комплекс і дізнається, що він належить організації Маджестик-12 (англ. Majestic 12). У її штат входять «люди у чорному», а комплекс займається дослідженнями дивних істот, створених за допомогою генетичної інженерії. Дентон знаходить свого брата (ув'язненого або мертвого) і дізнається, що Трейсер Тонг може відімкнути «Вмикач смерті». ДжейСі вибирається з комплексу й з'ясовує, що той був одним з рівнів штаб-квартири UNATCO. Дентон вбиває директора Мандерлі й Аанну Наварре (якщо не вбив її раніше) і летить до Гонконгу.
У Гонконзі ДжейСі дізнається, що Тонг — голова тріади «Сяйливий шлях» (англ. Luminous Path), яка веде відкриту війну з іншою тріадою — «Червона Стріла» (англ. Red Arrow). Протистояння почалося після вбивства голови «Червоної стріли» та крадіжки прототипу новітнього нанотехнологічного меча «Зуб Дракона» (англ. Dragon's Tooth), у чому звинуватили «Сяйливий шлях». Тонг підозрює в цьому Меггі Чоу, колишню акторку, яка пішла в політику, і просить ДжейСі розслідувати цю справу. ДжейСі з'ясовує, що Чоу працює на Маджестик-12 і що вона дійсно спровокувала війну тріад, щоб послабити їх і дозволити військам Маджестик-12 захопити Гонконг. У той же час Алекс Якобсон повідомляє ДжейСі, що за його даними Дедал — штучний інтелект, розроблений для системи Ешелон-4, що вийшов з під контролю творців; а Тонг попереджає, що на полювання за Дентоном відправлено найкращого бійця UNATCO Ґюнтера Германна. Дентон повертає меч із апартаментів Чоу й тріади вкладають перемир'я, Тонг відмикає його «Вмикач смерті» і просить добути технологію виробництва меча з корпорації Версалайф (англ. versalife). Під її будинком ДжейСі знаходить ще один бункер Маджестик-12 і з'ясовує, що на чолі Маджестик-12 стоїть відомий мультимільярдер і філантроп Боб Пейдж. Там же Дентон знаходить і знищує установку за назвою «Універсальний конструктор» (англ. Universal Constructor) — нанотехнологічний механізм, який і створював вірус «Сірої Смерті», а також копіює код вірусу. Дослідивши цей код, Тонг робить висновок, що вірус створений за допомогою технологій ілюмінатів і відправляє ДжейСі в Нью-Йорк на зустріч із їхнім представником — Стентоном Доудом.
Доуд повідомляє, що «Сірої Смерті» вироблено вже достатньо, щоб заразити цілий континент. Зараз вона завантажена на корабель, який прибув до Нью-Йорку, щоб почати масове зараження США. ДжейСі знаходить корабель і затоплює його. Після цього він знову зустрічається з Доудом, який розповідає, що спочатку вірус розроблявся з дослідницькою метою, а Боб Пейдж — колишній ілюмінат. Розчарувавшись у цілях цієї спілки, Пейдж заснував власне воєнізоване угруповання «Маджестик-12» і викрав у ілюмінатів деякі розробки, включаючи код вірусу. Доуд направляє ДжейСі в Париж до лідера ілюмінатів — Моргана Еверетта, який розробляє ліки від вірусу.
У Паризьких катакомбах триває війна між Маджестик-12 та підпільною організацією «Силует». У них з Дентоном зв'язується інший ШІ «Ікар» (англ. Icarus), що погрожує йому. ДжейСі знаходить Ніколетт Дюклер — одного з найкращих агентів «Силуету», мати якої була ілюмінатом і була знайома з Евереттом. У покинутому маєтку Дюклер вони знаходять підземний комунікаційний центр та викликають Еверетта, який відправляє ДжейСі по додаткові дані про вірус на базу Маджестик-12 у соборі тамплієрів. Там його перехоплює Ґюнтер Германн, після битви з яким і завантаження даних Дентон вирушає до штаб-квартири ілюмінатів. Звідти Еверетт відправляє його на базу ВПС США Ванденберг, група дослідників якої, знана як X-51, створює свій Універсальний Конструктор.
База Ванденберг опиняється в полоні Маджестик-12. ДжейСі звільняє її й зустрічається з лідером X-51 Гері Саважем (англ. Gary Savage). Для завершення власного УК тому потрібні схеми з лабораторії Маджестик-12, розташованої на дні океану, і він відправляє за ними свою доньку Тіффані. Саваж підмикає Дедала до комп'ютерної мережі Пейджа, але та опиняється під контролем Ікара і вони «зливаються», створивши новий ШІ — Геліос (англ. Helios), підконтрольний Пейджу. Після цього Пейдж виходить на зв'язок і повідомляє, що Тіффані захоплена, вимагаючи в обмін передати йому компоненти УК Саважа. ДжейСі летить у точку обміну й рятує Тіффані, після чого вирушає на батискафі в океанічну лабораторію замість неї. Але перед цим невідомий агент ілюмінатів здійснює там диверсію, після якої експериментальні істоти тікають, а автоматична система оборони вмикається. Після того, як Дентон завантажує схеми, з ним зв'язується Пейдж і повідомляє про намір знищити Ванденберг ядерною ракетою, а в комплекс прибуває сам Волтон Саймонс, оснащений новітніми нанододатками. Після перемоги над ним і повернення з лабораторії Саваж пропонує перенаправити ракету на Зону 51 — головну базу Пейджа. ДжейСі проникає на захоплену Маджестик-12 ракетну базу й робить це, після чого сам вирушає туди. Після вибуху ракети, ДжейСі вирушає в підземний бункер Зони 51, де він дізнається, що він і його брат — продукти генної інженерії, створені, щоб стати ідеальними нано-поліпшеними солдатами.
Нарешті, розкривається справжня мета Пейджа. «Сіра Смерть» дозволила йому контролювати світові уряди. Об'єднавши Ікар з Дедалом, він створив Геліос, комп'ютер зі здатністю панувати над глобальною мережею комунікацій за допомогою маршрутизатора «Аквінас» (англ. Aquinas Router), централізованої системи моніторингу. Геліос може підімкнутися до Об'єднаної Мережі, що зробить його могутнішим за будь-який існуючий комп'ютер. Протестувавши технології взаємодії людини й комп'ютера на Дентонах і Саймонсі, Пейдж прагне перетворити свій організм та свідомість на нову форму життя й інтегрутися з Геліосом, що дасть йому повний контроль над Землею.
Із ДжейСі зв'язуються Трейсер Тонг, Морган Еверетт і сам Геліос. Усі три фракції просять Дентона зупинити Пейджа, але кожна пропонує свій розв'язок проблеми. ДжейСі змушений вибирати між трьома варіантами. Тонг бажає занурити світ у нові Темні віки, знищивши глобальний комунікаційний вузол на базі, перешкодивши в такий спосіб будь-якій людині або групі взяти контроль над усім світом. Еверетт пропонує Дентону вбити Боба Пейджа і передати ілюмінатам контроль над усією міццю Зони 51, щоб та правила світом. Геліос пропонує Дентону об'єднатися з ним і правити світом як «доброзичливий диктатор» з безмежними знаннями й засобами.
Фінали:
- Доброзичливий диктатор (англ. The Benevolent Dictator) — ДжейСі проходить до ядра Геліоса, де комп'ютер пропонує приєднатися до нього і за людей вирішувати їхні проблеми, щоб досягти найбільш розумного правління. Боб Пейдж вражений тим, що Геліос обирає не його для цієї ролі, але не може нічого вдіяти. ДжейСі об'єднується з Геліосом, набуваючи здатності через глобальні комунікації знати все, що відбувається в світі, та керувати будь-яким пристроєм, під'єднаним до Мережі. Завершується цей фінал висловом Вольтера: «Якби Бога не існувало, Його треба було б вигадати».
- Нові Темні віки (англ. New Dark Age) — ДжейСі виводить з ладу охолодження реактора Геліоса, внаслідок чого Зона 51 вибухає, Геліос руйнується, а Пейдж гине. ДжейСі тікає з Зони 51, без Геліоса вся Всесвітня Мережа розпадається, прирікаючи людство на занепад, але ілюмінати втрачають засоби впливу на нього. Наприкінці спливає вислів Халіля Джебрана: «Вчора ми служили королям і схилялися перед імператорами. Завтра ми станемо на коліна тільки перед Істиною».
- Невидима рука (англ. The Invisible Hand) — ДжейСі нейтралізує реактори Зони 51, лишаючи її цілою, але Геліос руйнується, а Пейдж гине. Зустрівшись з Евереттом, він обговорює подальші плани. Еверетт переконує, що людство не готове до таких технологій, як Геліос, і мусить таємно контролюватися такими як він, ілюмінатами. Він визнає, що ілюмінати припустилися помилки, але запевняє, що цього разу зроблять все правильно для загального щастя[15].

## Розробка
Ідея створити Deus Ex виникла у Воррена Спектора в 1994 році, коли він працював у Origin Systems. Завершивши роботу над System Shock, він задумав відійти від теми чистих фентезі та наукової фантастики, натомість сконцентруватися на тему теорій змов. Спектор бажав розробити «симулятор занурення» у вигаданий світ на кшталт Ultima Underworld. В ідеалі, ніщо — будь то інтерфейс, біографія або здатності персонажа, ігрові механіки — не повинно було нагадувати гравцеві про те, що він грає у гру.
Спектор пробував розпочати розробку такої гри під назвою Troubleshooter в Origin і Junction Point в Looking Glass. Проте йому не вдалося переконати видавців у перспективності проєкту та можливості реалізувати задумане з тодішніми технологіями. Troubleshooter позиціонувалася як реалістична гра про сучасний світ, де головному героєві належало боротися з терористами. Восени 1997 року, Спектор склав опис ідеальної гри, який назвав «Правила створення рольових ігор», від якого надалі і відштовхувався. Гарві Сміт доповнив цей опис принципами ігрового процесу, зокрема тим, що кожне завдання повинно мати кілька рішень. Було ухвалено рішення перенести дію у майбутнє, де процвітає тероризм, підтримуваний стародавніми таємними товариствами. Робочою назвою було обрано Shooter. Воррен і Гарві дослідили реальні теорії змов і придумали понад 200 персонажів і понад 25 локацій, від реальних міст до затопленого Лос-Анджелеса, місячної бази та фантастичних концтаборів. Рушієм став Unreal, оскільки він дозволяв легко реалізувати діалоги, вдосконалення персонажа, інвентар та бажаний інтерфейс.
До березня 1998 року дизайн-документ досягнув обсягу понад 300 сторінок і в березні-квітні планувалося створити альфа-версію гри. З Ion Storm було залучено низку дизайнерів, а згодом інших спеціалістів. Проте ігровий рушій Unreal було складно адаптувати для реалізації поставлених цілей. Воррен Спектор пізніше згадував, що розробку значно загальмувало рішення розділити дизайнерів на дві групи замість однієї, підконтрольної йому. Геб Ньюелл із Valve та Марк ЛеБланк, Дуг Черч, Роб Фермьє та інші друзі розробників з Looking Glass Studios і Irrational Games прийшли до висновку, що в тестових місіях система вдосконалень персонажа не відображається на напруженості гри. Гарві Сміт переробив систему нанододатків і вмінь, ввівши обмеження на користування ними шляхом споживання енергії.
24 вересня 1999 було запущено вебсайт гри, де крім іншого було опубліковано дизайн-документ з описом розробки. На виставці E3 2000 року відбувся анонс Deus Ex, а 12 червня було оголошено, що гра почала тиражуватися до продажу.
Deus Ex у версії для Windows надійшла у продаж 22 червня 2000 року. В липні гра вийшла для MacOS, портована Westlake Interactive, Inc. і видана Aspyr Media, Inc. В березні 2002 вона вийшла для PlayStation 2, у Європі під оригінальною назвою і в США як Deus Ex: The Conspiracy. Ця версія вирізняється вдосконаленою графікою, загальним здоров'ям персонажа, автоприцілюванням і новим інтерфейсом вдосконалень. Структура локацій лишилася тою ж, але їх було поділено на окремі частини через обмежену потужність консолі. Діалогові сцени в ній замінено на пререндерені відеоролики. 2012 року було додано можливість запускати Deus Ex на PlayStation 3.

## Оцінки й відгуки
| Агрегатор  | Оцінка                   |
| ---------- | ------------------------ |
| Metacritic | (PC) 90/100 (PS2) 81/100 |

| Видання                    | Оцінка   |
| -------------------------- | -------- |
| GameRevolution             | A−       |
| GameSpot                   | 8.2/10   |
| GameSpy                    | 88/100   |
| IGN                        | 9.4/10.0 |
| PC Gamer (Велика Британія) | 95/100   |

Deus Ex зібрала дуже високі оцінки та здобула загальне схвалення критиків і гравців. Deus Ex отримала середню оцінку у 90 балів зі 100 на агрегаторі Metacritic для ПК і 81 зі 100 для PlayStation 2.
Гра здобула понад 30 нагород зі статусом «найкращої гри» в різних аспектах. GameSpy поставили Deus Ex на 18-е місце в переліку ігор всіх часів і 3-є в переліку ігор 2000-х. PC Gamer зарахували її на 10-е місце «Топ 50 ігор всіх часів» 2001-го року і на 27-е в «Топ 50 найкращих ігор всіх часів» 2005-го.
Вважається, що саме Deus Ex задала стандарт свободи вибору гравця у відеоіграх 2000-х років, продемонструвала реалізацію впливу дій гравця на сюжет. Також у Deus Ex було успішно реалізовано моральний вибір гравця і піднято серйозні теми сучасного суспільства, подані в фантастичній інтерпретації.